# Mutt
Mutt（マット）はテキストベースのUnix系システム向け電子メールクライアントである。マイケル・エルキンス（Michael Elkins）が1995年に作成し、GNU GPLv2+ライセンスで公開した。

## 概要
始めはメーラelmと似たインタフェースであったが、その後の開発の方向性により、現在ではslrnに良く似たものになっている。
Muttは大半のメールファイル形式に対応しており、特にmboxとMaildirとの親和性が高い。また、POP3・IMAP・NNTPなど各種の受信・配送プロトコルにも対応している。MIME対応もあり、特にPGP/GPGやS/MIMEへは完全対応している。
Muttは基本的にメールユーザエージェント (MUA) であり、1.5.14 までメール送信の機能を持っていなかったが、Brendan Cully が主導する 1.5.15 以降では SMTP 機能が追加された。
設定可能な項目が多いことでも知られる。数百の設定用の指定項目やコマンドがあり、色付けの設定、レイアウト指定から始まり、キーバインドの変更や、複雑な動作を行うキーボードマクロの作成など多岐に渡る。また、標準装備されていない機能を実現するためのパッチや拡張が多く存在する。例えば、NNTP対応やサイドバー機能などがある。
Muttはキーボードのみで操作できる。また、メーリングリスト等での長い議論の流れを追うためのスレッド表示機能もある。メッセージの作成にはデフォルトでは外部のテキストエディタを使う。これはpineのような内部エディタ（pineの場合はpico）を起動するタイプのメーラと異なる。

## 日本語対応
初期公開されたMuttでは、文字コードをはじめとする日本語メールの慣習への対応が十分ではなく、付随する端末制御シーケンスや文字幅認識などの点でもそのままでは、日本語メールの扱いに使えない状況であった。その後、日本語対応パッチが1998年頃に作成され使われるようになってきた。その後、公式版のMuttでも開発版1.3系列以降、日本語文字コードを始めとするマルチバイト機能が追加され、公式版をそのまま使っても日本語メールが扱えるようになった。しかしながら、日本語圏におけるメールやりとりの慣習が欧米向けに設計されたMutt標準のものとは異なる面が残っていたり、MIME等の国際標準に準拠しない設定でメッセージのやりとりを行うMUAがあることから、本家での取り扱いが難しい日本語パッチが一部あり、日本語対応パッチとしての提供が続いていた。ただ、その主要部分である assumed_charset 機能は 2007年2月に Brendan Cully が主導権を継いだ途端に取り入れられた。

## Mutt Sucks Less
Muttのスローガンに、「All mail clients suck. This one just sucks less （あらゆるメールクライアントはクソだが、こいつのクソ度はちょっとだけマシ）」というものがある。Muttの開発者たちは、あらゆるメールクライントにはなんらかの点でダメなものであるとし、muttのダメ度は他のものよりは低いと主張している。「foo sucks less （fooのクソ度はちょっとマシ）」というような用法は主要なハッカーコミュニティのスラングとして一種の敬意を払ったものとみなされている。